# 언제나 두근두근
《언제나 두근두근》은 2002년 4월 7일부터 2002년 10월 27일까지 방영된 KBS 2TV의 공항 내에서 일하는 사회 초년생들과 공항으로의 진출을 꿈꾸는 대학생들의 밝고 따뜻한 이야기를 다룬 일요아침드라마이다.
하지만, 임호(이준호 역)를 해당 작품과 같은 시간대에 방영된 MBC 전원일기에 겹치기 출연시켜 비난을 샀으며 급기야 극중 한승연 역을 맡았던 이윤성이 개그맨 김국진과의 결혼 준비 등을 이유로 중도하차한 뒤 설수진(지니 황 역)을 중도투입시켰으나 기대 이하의 성적에 그쳤는데 FD 김성섭씨가 2002년 7월 1일 촬영 현장에서 일하다가 감전 사고로 숨지기도 했다.

## 등장 인물

### 하경네 집
- 태현실 : 주복희 여사 역
- 윤미라 : 황수임 역
- 김현수 : 서하경 역
- 정다혜 : 서민경 역

### 렌탈하우스
- 정원중 : 황범룡 역
- 이보희 : 장교수 역
- 이윤성 : 한승연 역(중도하차)
- 이성용 : 김우진 역

### 공항, 대학교
- 송재호 : 박회장 역
- 임호 : 이준호 역
- 설수진 : 지니황 역(중도투입)
- 이광기 : 조규태 역
- 공유 : 박찬호 역
- 고도영 : 진종희 역

## 회차

### 2002년
| 회차            | 방송일    | 제목 (원제)                    |
| --------------- | --------- | ------------------------------ |
| 1회             | 4월 7일   | 그녀, 볼수록 멋진 걸!!!        |
| 2회             | 4월 14일  | 앗! 저 남자!                   |
| 3회             | 4월 21일  | 사랑은 오해를 타고..           |
| 4회             | 4월 28일  | 좋은 사람 있으면 소개 시켜 줘! |
| 5회             | 5월 5일   | 딱!걸렸어!                     |
| 6회             | 5월 12일  | 사랑을 그대 품안에             |
| 7회             | 5월 19일  | 그 남자가 수상해!              |
| 8회             | 5월 26일  | 결혼은, 미친 짓일까?           |
| 9회             | 6월 2일   | 스타는 괴로워!                 |
| 10회            | 6월 9일   | 사랑을 향해 슛~ 골인!          |
| 11회            | 6월 16일  | 집으로 가는 길                 |
| 12회            | 6월 23일  | 그 입술, 달콤한 첫사랑의..     |
| 13회            | 6월 30일  | 굳바이 월드컵!                 |
| 14회            | 7월 7일   | 말괄량이 길들이기              |
| 15회            | 7월 14일  | 막내들의 반란                  |
| 16회            | 7월 21일  | 그들만의 보금자리              |
| 17회            | 7월 28일  | 용감한 가족                    |
| 18회            | 8월 4일   | 미팅 전야                      |
| 19회            | 8월 11일  | 내게 너무 귀여운 당신          |
| 20회            | 8월 18일  | 꿈★은 이루어질까?              |
| 21회            | 8월 25일  | 첫사랑과 마지막사랑            |
| 22회            | 9월 1일   | 내 연인의 약혼녀               |
| 23회            | 9월 8일   | 연인들의 이별                  |
| 24회            | 9월 15일  | 너를 보내는 이유               |
| 25회            | 9월 29일  | 함께 하고 싶은 연인들          |
| 26회            | 10월 6일  | 새로운 출발!                   |
| 27회            | 10월 13일 | 사랑은 가슴에 상처를 남긴다    |
| 28회            | 10월 20일 | 또 다른 시작                   |
| 29회 (마지막회) | 10월 27일 | 그대와 영원히                  |

## 결방 사유
- 2002년 9월 22일 - 10시부터 2부작 특집극 첨성대의 달이 편성되어[4] 도전! 지구탐험대는 8시 40분으로 이동했으며 이 과정에서 영화 그리고 팝콘과 동시 결방.